# Dent d'Hérens
La Dent d'Hérens (4.171 m) è una montagna delle Alpi Pennine, situata ad ovest del Cervino, lungo la frontiera tra l'Italia (Valle d'Aosta) e la Svizzera (Canton Vallese).

## Descrizione

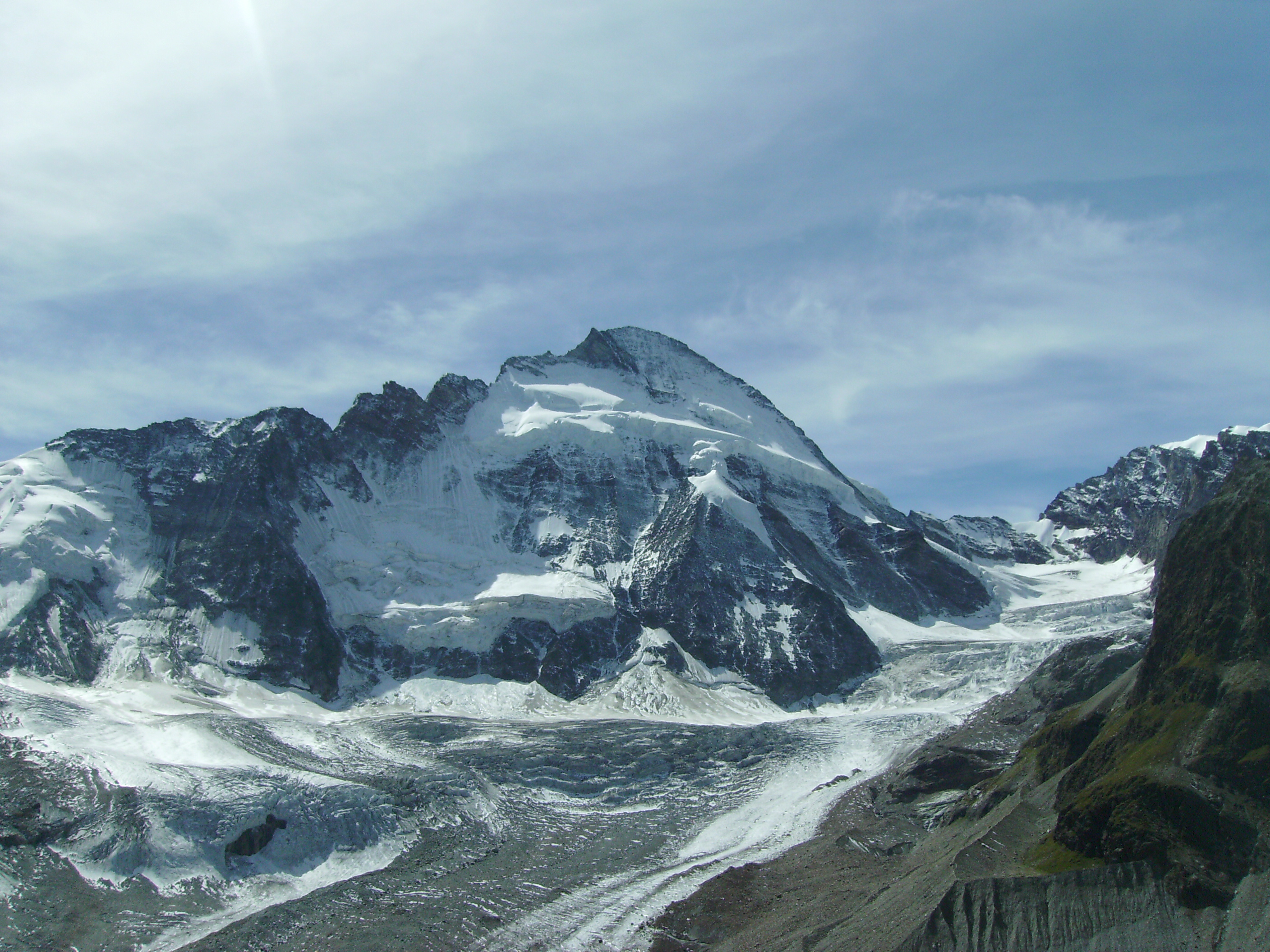
La Dent d'Hérens dalla Schönbielhütte. Versante nord.

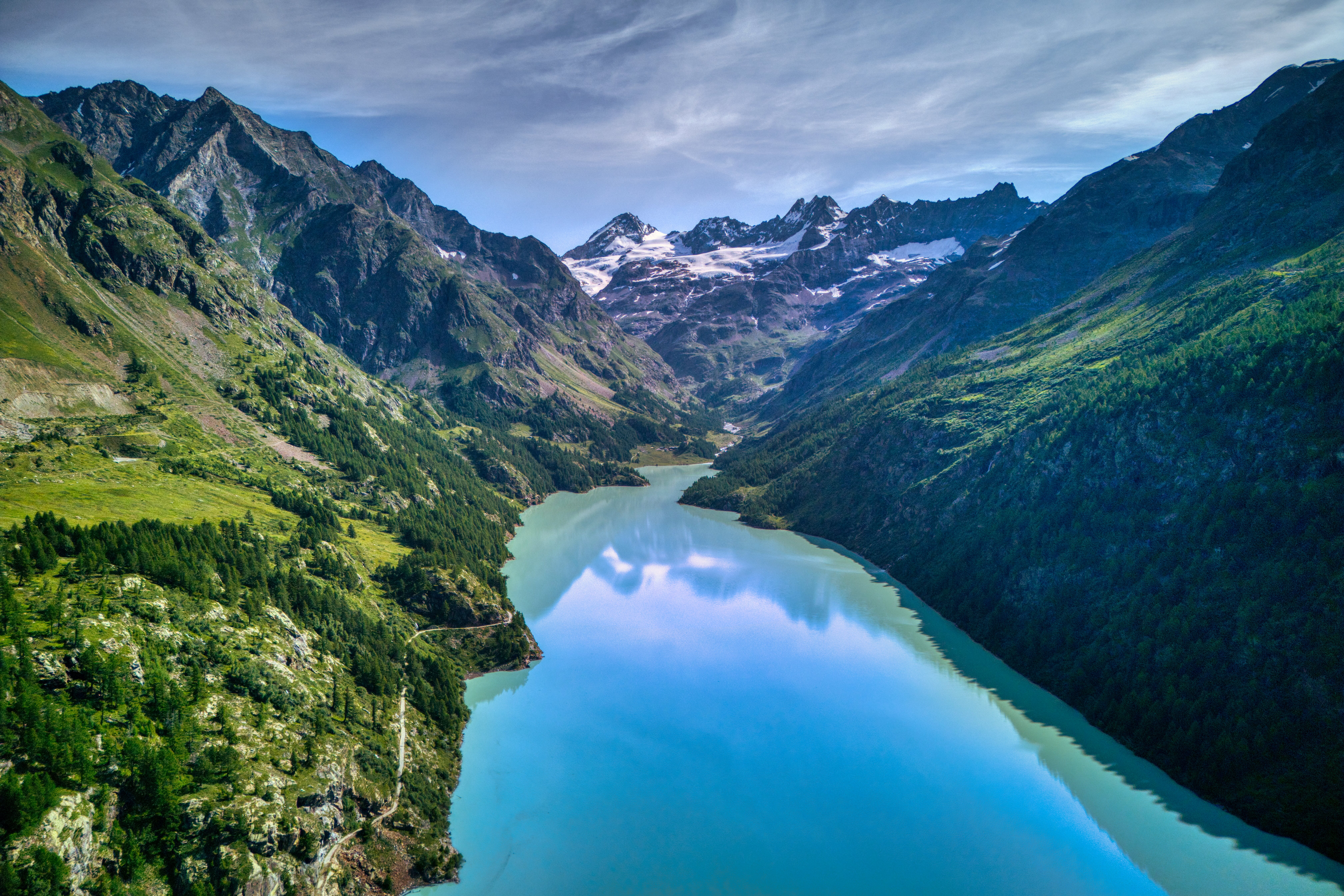
La Dent d'Hérens dal Lago di Place-Moulin.

Nel versante italiano dalla vetta del monte inizia lo spartiacque tra la Valtournenche e la Valpelline. Nel versante svizzero la montagna domina il Ghiacciaio di Zmutt.

## Il toponimo
Per quanto strano possa sembrare, la Dent d'Hérens si sarebbe dovuta chiamare in realtà Dent Blanche. I nomi di queste due montagne furono invertiti quando i geografi procedettero alla registrazione ufficiale delle vette durante il XIX secolo. Il nome d'origine sembrava più logico, dato che la Dent d'Hérens di allora dominava l’omonima valle mentre questa cima nevosa e defilata sembrava proprio un "dente bianco".
L'origine del toponimo è tuttora incerta e non sembrano essere state trovate etimologie soddisfacenti. Neanche la grafia è del tutto sicura; fra gli alpinisti ed i valligiani quella più diffusa sembra essere "d'Hérens", ma troviamo anche le forme "d'Hérin" e "d'Hérins". Nel 1927 venne proposta l'italianizzazione "Dente d'Errone", che però non ebbe successo.

## Storia delle ascensioni

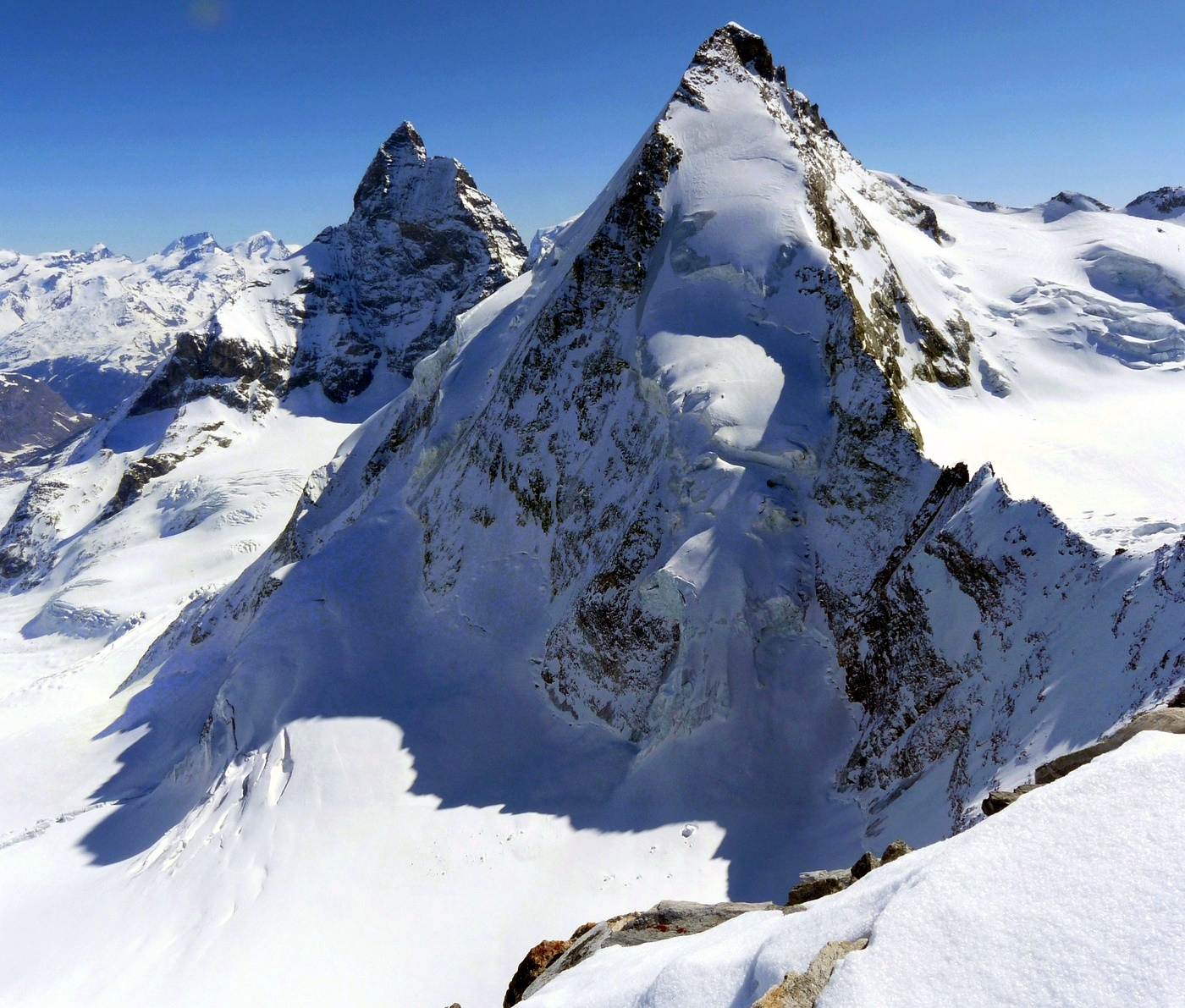
La montagna vista da ovest. Alle spalle il Cervino.

La prima salita alla vetta risale al 12 agosto 1863 da parte di Florence Crauford Grove, William Edward Hall, Reginald Somerled Macdonald e Montagu Woodmass, con le guide Melchior Anderegg, Jean-Pierre Cachat e Peter Perren.
Qualche giorno prima Edward Whymper, Jean-Antoine Carrel e Luc Meynet tentarono di arrivare in vetta per un altro itinerario, ma dovettero desistere per l'instabilità delle rocce. Whymper in seguito rimpiangerà di non aver scelto di attraversare il Ghiacciaio des Grandes Murailles sul versante sud-ovest, come la spedizione precedente.
La prima salita invernale fu realizzata da M. Piacenza, J. J. Carrell e G. B. Pellisier il 16 gennaio 1910. La parete nord, parete di 1300 metri, fu salita per la prima volta dalla coppia di scalatori Willi Welzenbach ed Eugen Allwein il 10 agosto 1925.
La parete nord invernale restò inviolata fino a che una spedizione tedesca (Gerhard Deves e Leo Herncarek), polacca (Jerzy Hajdukiewicz e Krzysztof Berbeka) e svizzera (Eckhart Grassmann, Pierre Monkewitz e Dieter Naef) riuscì a compiere questa scalata tra il 14 ed il 17 marzo 1964. Purtroppo gli alpinisti dovettero essere soccorsi durante la discesa ed uno di loro morì più tardi in ospedale.

## Ascensione
- La via normale di salita alla vetta avviene per la parete sud-ovest e la cresta ovest, lungo l'itinerario dei primi salitori. La via viene valutata di grado di difficoltà alpinistica PD- o PD+, tuttavia è esposta alla caduta di pietre prima di arrivare in cresta. Dalla Valpelline, partendo dal lago di Place-Moulin (1950 m) si raggiunge il Rifugio Aosta (2781 m). Dal rifugio si percorre il ghiacciaio des Grandes Murailles, si passa sotto il Colle di Tiefenmatten est (3.574 m), fino a raggiungere la parete sud-ovest. Si sale quindi la parete sud-ovest, si supera la crepaccia terminale e ci si ricongiunge con la cresta ovest, che si segue fino alla vetta.[2][3]
- Un altro itinerario consiste nella salita integrale della cresta ovest e viene valutata di grado di difficoltà alpinistica AD o AD-. Dal rifugio Aosta si raggiunge il Colle di Tiefenmatten est e quindi si segue la cresta ovest che, alternando tratti di roccia (II e III grado) e ghiaccio, conduce sulla cima.[4][5]
- La parete nord è completamente sbarrata da seracchi eccetto che lungo uno sperone proteso verso il ghiacciaio al centro della muraglia. Lungo questo si svolge la via di Welzenbach e Allwein, dapprima per una cresta di rocce rotte fino alla sommità dello sperone, poi affronta direttamente la barriera di seracchi nel suo punto più vulnerabile che è la chiave della scalata e successivamente punta diretta alla cima attraverso un pendio misto neve e ghiaccio molto difficile. Questa salita, valutata TD+, venne considerata alla stregua della Solleder-Lettembauer in Civetta come nuova frontiera dell'arrampicata su ghiaccio. È tuttora poco ripetuta.

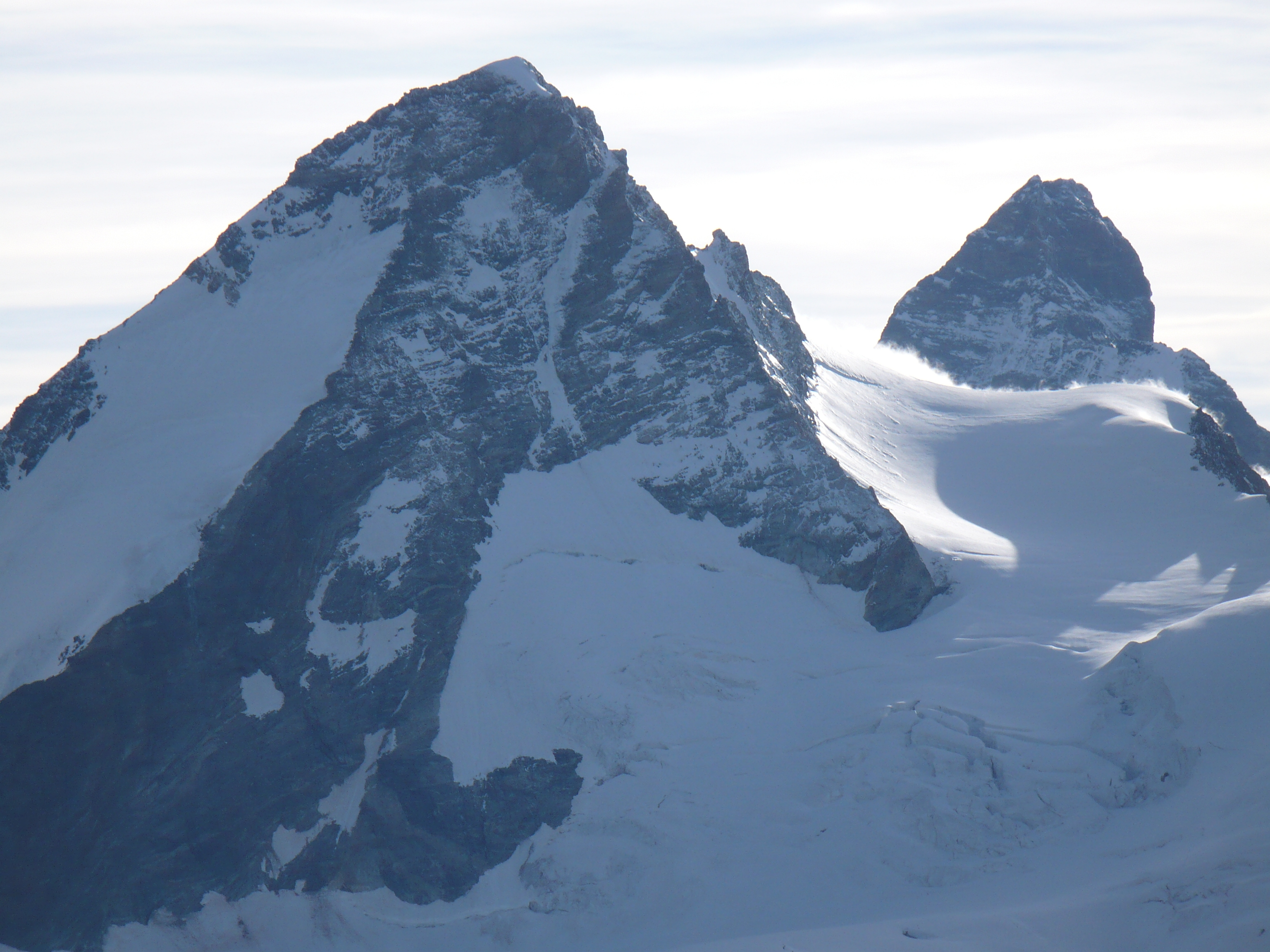
La Dent d'Hérens vista dal monte Brulé. Sullo sfondo il Cervino

## Rifugi e bivacchi
Il rifugi ed i bivacchi che contornano la montagna sono:
- Rifugio Aosta - 2.788 m
- Bivacco Paolo Perelli Cippo - 3.831 m
- Bivacco Giorgio e Renzo Novella - 3.708 m
- Bivacco Enzo e Nino Benedetti - 3.510 m
- Schönbielhütte - 2.694 m
- Bivacco Camillotto Pellissier - 3.325 m